# Lambert-charter
Het Lambert-charter was een concessie-overeenkomst tussen een prins uit het regerende huis van Madagaskar en een Frans avonturier en zakenman, Joseph-François Lambert.
De koningen van het eiland Madagaskar hadden tot het midden van de 19e eeuw hun onafhankelijkheid weten te bewaren. Op 28 juni 1855 doorbrak de ontevreden prins Rakoto de gesloten rijen van de op onafhankelijkheid van het eiland gerichte vorstelijke familie. Hij sloot, zonder daar recht toe te hebben, een overeenkomst met de Franse avonturier Joseph-François Lambert, het zogenaamde Lambert-charter. Wanneer de prins eenmaal aan de macht was zou Lambert handelsconcessies verkrijgen in ruil voor een vast bedrag voor de dan koning van het eiland Madagaskar geworden prins.
Of dit verraad zich werkelijk zo heeft toegedragen is omstreden. Radama II van Madagaskar werd op of rond 12 mei 1883 vermoord. De authenticiteit van het charter en van een brief waarin Radama de interventie van Napoleon III van Frankrijk vraagt is misschien evenmin echt.
Voor de regering en het volk van Madagaskar was het in het charter opgenomen recht dat vreemdelingen de "heilige Malagassische grond" konden verwerven een grote ergernis.
Hoe het ook zij, de Fransen voelden zich gerechtvaardigd om op 16 mei 1883 tijdens de Eerste Expeditie naar Madagascar de havenstad Mahajanga aan te vallen en te veroveren. Doel was het handhaven van het Lambert-charter en de daarop gebaseerde rechten van de "Compagnie de Madagascar financière, industrielle et commerciale", een aan de Parijse beurs genoteerde onderneming.